# بیلانووشچزنا
بیلانووشچزنا (به لهستانی:  Bielanowszczyzna) یک روستا در لهستان است که در گمینا بیلسک پودلاسکی واقع شده‌است.